# فاليريو دي تشيزاري
فاليريو دي تشيزاري (بالإيطالية: Valerio Di Cesare) (23 مايو 1983 بروما في إيطاليا - ) هو لاعب كرة قدم إيطالي في مركز الدفاع. لعب مع تشيلسي ونادي أفيلينو ونادي باري ونادي بريشيا ونادي تورينو ونادي فيتشينزا ونادي كاتانزارو ونادي مانتوفا وUC AlbinoLeffe ‏.

## وصلات خارجية
- فاليريو دي تشيزاري على موقع الاتحاد الأوربي (الإنجليزية)
- فاليريو دي تشيزاري على موقع قاعدة بيانات كرة القدم.إي يو (الإنجليزية)
- فاليريو دي تشيزاري على موقع Soccerway.com (الإنجليزية)
- فاليريو دي تشيزاري على موقع عالم كرة القدم.نت (الإنجليزية)
- فاليريو دي تشيزاري على موقع AS.com (الإسبانية)